# Cossé-le-Vivien
Cossé-le-Vivien ist eine französische Gemeinde mit 3.208 Einwohnern (Stand: 1. Januar 2022) im Département Mayenne in der Region Pays de la Loire; sie gehört zum Arrondissement Château-Gontier und zum Kanton Cossé-le-Vivien. Die Einwohner werden Cosséen(ne)s genannt.

## Geographie
Cossé-le-Vivien liegt am Fluss Oudon. Umgeben wird Cossé-le-Vivien von den Nachbargemeinden Montjean im Norden und Nordwesten, Courbeveille im Nordosten, Astillé im Osten und Nordosten, Cosmes im Südosten, La Chapelle-Craonnaise im Süden, Athée im Süden und Südwesten, Livré-la-Touche im Südwesten, Méral im Westen sowie Beaulieu-sur-Oudon im Nordwesten. 
Durch die Gemeinde führt die frühere Route nationale 178bis. 

## Bevölkerungsentwicklung
| 1962 | 1968 | 1975 | 1982 | 1990 | 1999 | 2006 | 2012 | 2019 |
| ---- | ---- | ---- | ---- | ---- | ---- | ---- | ---- | ---- |
| 2415 | 2443 | 2626 | 2780 | 2806 | 2706 | 2867 | 2987 | 3199 |

## Sehenswürdigkeiten
- Kirche Saint-Gervais-et-Saint-Protais
- Kapelle Le Bois-Ragot aus dem Jahr 1443
- Kapelle Les Bonnets
- Kapelle La Normandière aus dem Jahre 1618
- Kapellen Les Courtois und La Herbretière
- Kapelle Notre-Dame du Mont-Carmel, erbaut 1818
- Kapelle Notre-Dame du Sacré-Cœur aus dem Jahr 1872

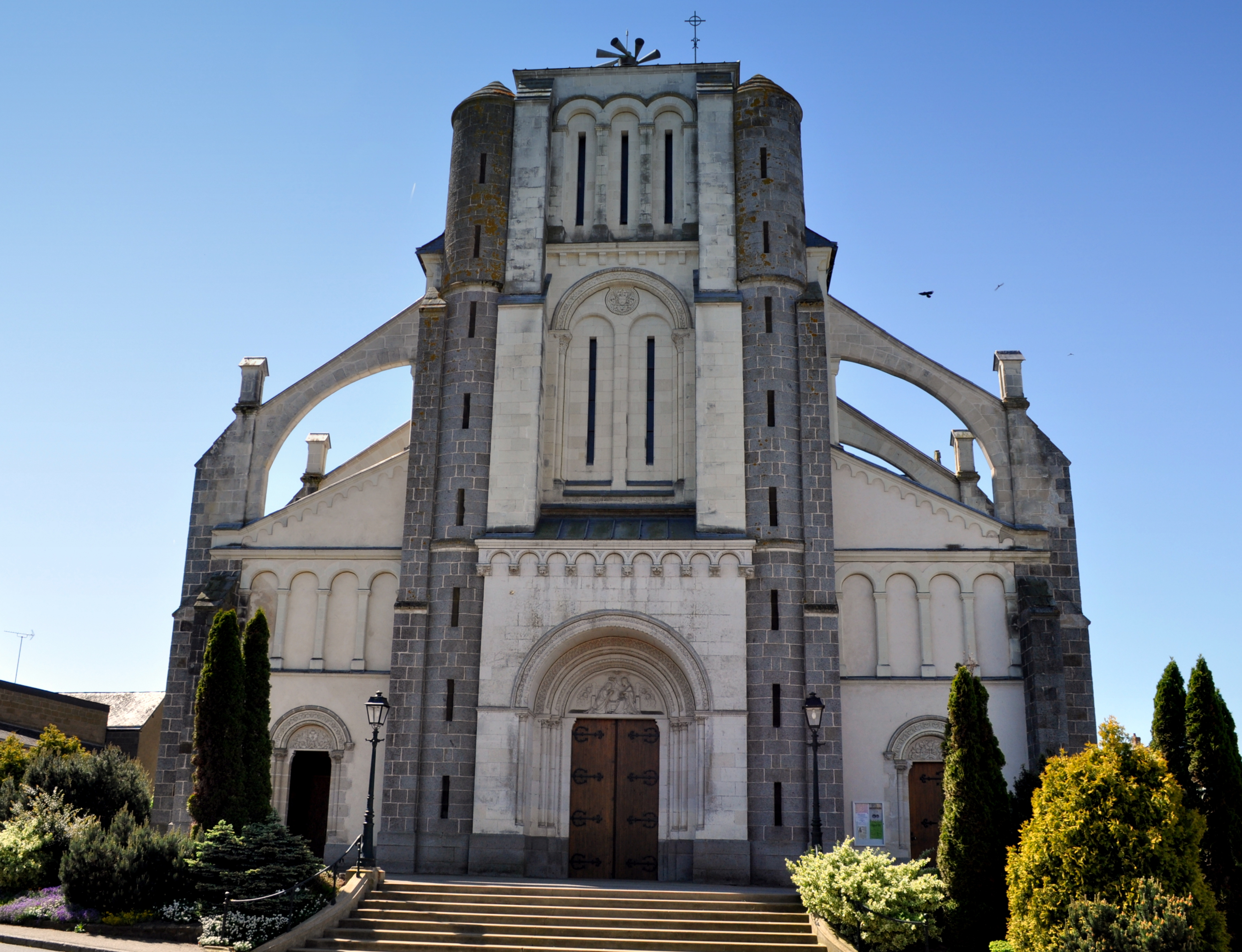
Kirche Saint-Gervais et Saint-Protais

- Museum Robert Tatin

## Persönlichkeiten
- Jules-Ernest Houssay (1844–1912), altkatholischer Bischof und Geistheiler
- Robert Tatin (1902–1983), Künstler